# Sex Machine (singolo)
Sex Machine è un singolo del gruppo musicale russo Little Big, pubblicato l'8 marzo 2021.

## Video musicale
Il video è stato reso disponibile l'8 marzo 2020 tramite il canale YouTube del gruppo.

## Tracce
Testi di Dannu Zuckermann, Ljubim Chomčuk, Il'ja Prusikin, musiche di Ljubim Chomčuk, Ekaterina Mironova, Il'ja Prusikin, Viktor Sibrinin.
1. Sex Machine – 2:27

## Classifiche
| Classifica (2021) | Posizione massima |
| ----------------- | ----------------- |
| Russia            | 97                |